# 게놈 해저드
《게놈 해저드》(일본어: ゲノムハザード 게노무하자도[*]) 또는 《무명인》(無名人)은 츠카사키 시로의 소설이다. 1998년 제15회 산토리 미스터리 대상 독자상을 수상을 하였다. 같은 해 분게이슌주에서 단행본으로 간행되었다. 2013년 영화화되어 일본에서 《게놈 해저드 한 천재 과학자의 5일간》이라는 제목으로 공개되었으며, 대한민국에서는 《무명인》이라는 이름으로 공개되었다.

## 같이 보기
- 무명인 - 영화